# デリンジャー現象
デリンジャー現象（デリンジャーげんしょう、Dellinger Effect）とは電離層に何らかの理由で異常が発生することにより起こる通信障害である。短波障害（SWF：Short Wave Fadeout）または突発性電離層擾乱（SID：Sudden Ionospherric Disturbance）、デリンジャー効果（Dellinger Effect）とも呼ばれる。
デリンジャー現象の名前は、1935年にこれを発表したアメリカの通信技師、ジョン・ハワード・デリンジャーに由来する。この実績などにより、デリンジャーは1938年にIEEE栄誉賞を受賞した。しかし実は、この5年前の1930年にドイツのハンス・メーゲル（Hans Mögel）が先に発見していた。このため、ドイツではMögel-Dellinger-Effekt（メーゲル=デリンジャー効果）と呼ばれている。

## 概説
多くの場合、持続時間は数十分から数時間の程度であるがまれに数時間以上も続く場合もある。多くは太陽フレアが原因である。太陽フレアが発生すると太陽で発生するX線や紫外線が急増し、それらが電離層に到達することで電離層のD層の電子密度が増加する。
通常の場合、短波（3 - 30 MHz）はD層を通過しF層で反射されるがこの現象が発生すると電子密度が増大したD層で短波が吸収されるようになり、長距離通信が不能となってしまう。短波よりも高い周波数の電波や中波などには影響は少ない。